# إرنست ماركوس (فيلسوف)
إرنست ماركوس (بالألمانية: Ernst Marcus) هو فيلسوف ألماني، ولد في 3 سبتمبر 1856 في كامن في ألمانيا، وتوفي في 30 أكتوبر 1928 في إسن في ألمانيا.